# Andrea Majocchi
Se altro non vi fosse stato, non era già quello un miracolo?»
(Andrea Majocchi, Vita di chirurgo)

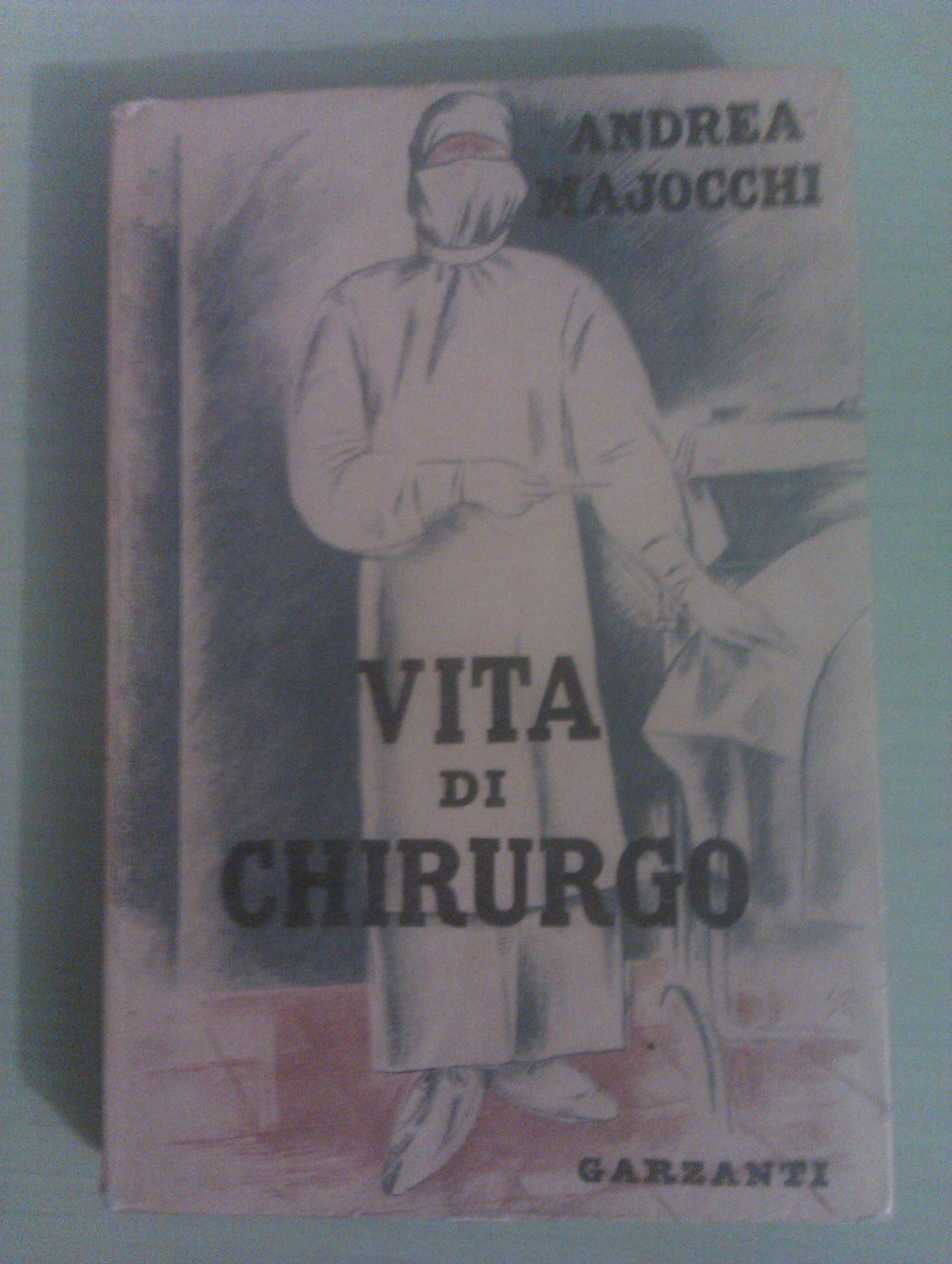
Vita di chirurgo, 1948 - copertina

Andrea Majocchi (Bascapè, 8 giugno 1876 – Milano, giugno 1965) è stato un chirurgo e scrittore italiano.

## Biografia
Figlio di Giuseppe Majocchi, nacque a Bascapè l'8 giugno 1876, tre anni prima che il padre stesso morisse rapidamente in seguito ad un incidente lavorativo in un'esercitazione anatomica su cadavere durante la quale contrasse un'infezione. Ritrovatosi in ristrettezze economiche, la madre e il giovanissimo Andrea Majocchi furono costretti a vivere presso la casa degli zii, fino all'avvenuta licenza liceale classica del ragazzo. Degli studi liceali mostrò particolar interesse per le lingue straniere, tanto che appena diplomatosi partì per la Germania, a Monaco di Baviera, dove si impratichì della lingua tedesca.
Nel novembre dei primi anni del Novecento, Majocchi si iscrive a medicina presso l'Università di Pavia e studia sotto le lezioni dei professori Enrico Bottini (presso l'anfiteatro del vecchio Ospedale di S.Matteo) e Luigi Mangiagalli (presso la Clinica Ostetrico-Ginecologica di Pavia), professori che lo influenzeranno in maniera significativa.
Si laurea con una tesi sulla gravidanza tubarica e come prima attività inizia con il sostituire lo zio Emilio nel suo lavoro di medico di base a Milano, nel borgo di S. Gottardo.
Con l'aiuto del prof. Mangiagalli riesce poi ad essere assunto all'interno della Guardia Ostetrica milanese, nella quale compirà la sua prima esperienza lavorativa in quest'ambito.

### L'esperienza all'estero
Nel 1908 Majocchi vince con una monografia su "La chirurgia dell'apparato digerente all'estero" il concorso per il premio Parravicini che permetteva un viaggio e un lungo soggiorno all'estero, per acquistare cognizioni ed esperienza. Nel 1909 quindi parte per New York,
e fa pratica presso il Mount Sinai Hospital, al Rockefeller Institute for Medical Research, nel S.Mary's Hospital di Rochester. Poco dopo il ritorno dall'esperienza americana a Milano, chiede di poter sostenere l'esame per la Docenza in clinica chirurgica e quindi parte per Berlino per preparare la materia di discussione "Ematurie renali" che gli era stata assegnata. Ottiene la cattedra in clinica chirurgica e medicina operatoria presso l'Ospedale Maggiore di Milano nel 1910 e negli anni successivi esegue numerosi interventi, alcuni dei quali riportati nelle proprie autobiografie, fino al 1º aprile 1942.

### Prima guerra mondiale
Nell'anno 1915, appena all'inizio della prima guerra mondiale Majocchi fu chiamato al fronte di guerra per prestare servizio in uno dei tanti ospedali mobili posizionati non troppo lontani dalle trincee; quello assegnatogli era denominato "Città di Milano" ed era situato nei pressi dell'Altopiano di Asiago.
Al giungere dell'inverno dello stesso anno fu liberato da tale impiego poiché le azioni belliche erano più rade e la necessità di medici era inferiore. Fu però richiamato nel 1917 nell'ospedale mobile nell'Isonzo, alle falde del Sabotino.
Dopo la disfatta di Caporetto Majocchi fu posizionato con la sua unità ospedaliera vicino al Piave, tra Treviso e il fiume, dove rimase a prestare servizio fino al termine della guerra.

### La strage del Teatro Diana
La sera del 23 marzo 1921, presso il Teatro Diana di Milano, si svolgeva la rappresentazione di un'operetta di Lehar. Alla fine del secondo atto scoppiò una potente bomba messa da un gruppo anarchico  (il cui scopo era uccidere il questore di Milano), che provocò 17 morti ed oltre settanta feriti, molti dei quali rimasero mutilati. Tra il pubblico era presente l'ingegnere Ventura, amico del Majocchi, oltre a un importante rappresentante della General Electric Company di New York, Mr.Page, accompagnato dalla moglie. Majocchi, dopo aver visto le gravi condizioni in cui versava l'amico ingegnere, è costretto ad amputargli gran parte della gamba, pur senza ottenere risultati.
Lo stesso venne eseguito sulla signora Page, con le stesse tragiche conseguenze: entrambi sarebbero morti in pochi giorni.

### Il Congresso generale dei medici - Tripoli
Nel 1928 Majocchi parte alla volta di Tripoli sulla "Garibaldi" in vista di un Congresso generale dei medici volto alla dichiarazione di Tripoli come «luogo di soggiorno e cura invernale». Il nutrito gruppo di medici che prese parte a tale Congresso percorse un lungo tratto in mare, interrotto da una breve sosta a Siracusa. Durante il viaggio Andrea Majocchi ha l'opportunità di reincontrare i suoi vecchi compagni di corso, e colleghi di lavoro, su cui vari sono gli aneddoti proposti dall'autore. Dopo una serie di visite ai luoghi caratteristici di Tripoli, il cui scopo era quello di constatare le condizioni ambientali e la salubrità della località, Andrea Majocchi si dirige verso le rovine di Leptis Magna, più per la promessa fatta alla moglie di visitare la tomba del fratello Mario morto giovanissimo durante la prima spedizione in Libia, che per interesse culturale.
La città di Tripoli, alla fine del viaggio-congresso, fu dichiarata infine «luogo di cura e di soggiorno invernale».

## Personalità
Il pubblico degli anni trenta e quaranta ha apprezzato i libri di Andrea Majocchi, non solo quello italiano, ma anche dei principali Paesi di tutto il mondo, nelle cui lingue furono tradotti i suoi libri.
La stessa professione medica ha subito nel tempo una profonda trasformazione, sia come fatto scientifico e tecnico, sia come fatto sociale, e il pensiero di Majocchi indica quest'evoluzione.

## Citazioni
(Dedica di Gabriele D'Annunzio al Vittoriale nel Maggio 1929)
(Salvatore Spinelli)

## Opere
- Vita di chirurgo – 1934, Treves Editore, Milano, 328 pagine
- Tra bisturi e forbici - 1936, Garzanti Editore, Milano, 281 pagine
- Nostalgie fra le rovine -  1944, Garzanti Editore, Milano, 374 pagine
- Veglie in casa di cura: pagine dal diario di un chirurgo - 1946, Garzanti Editore, Milano, 264 pagine